# Niegolewo

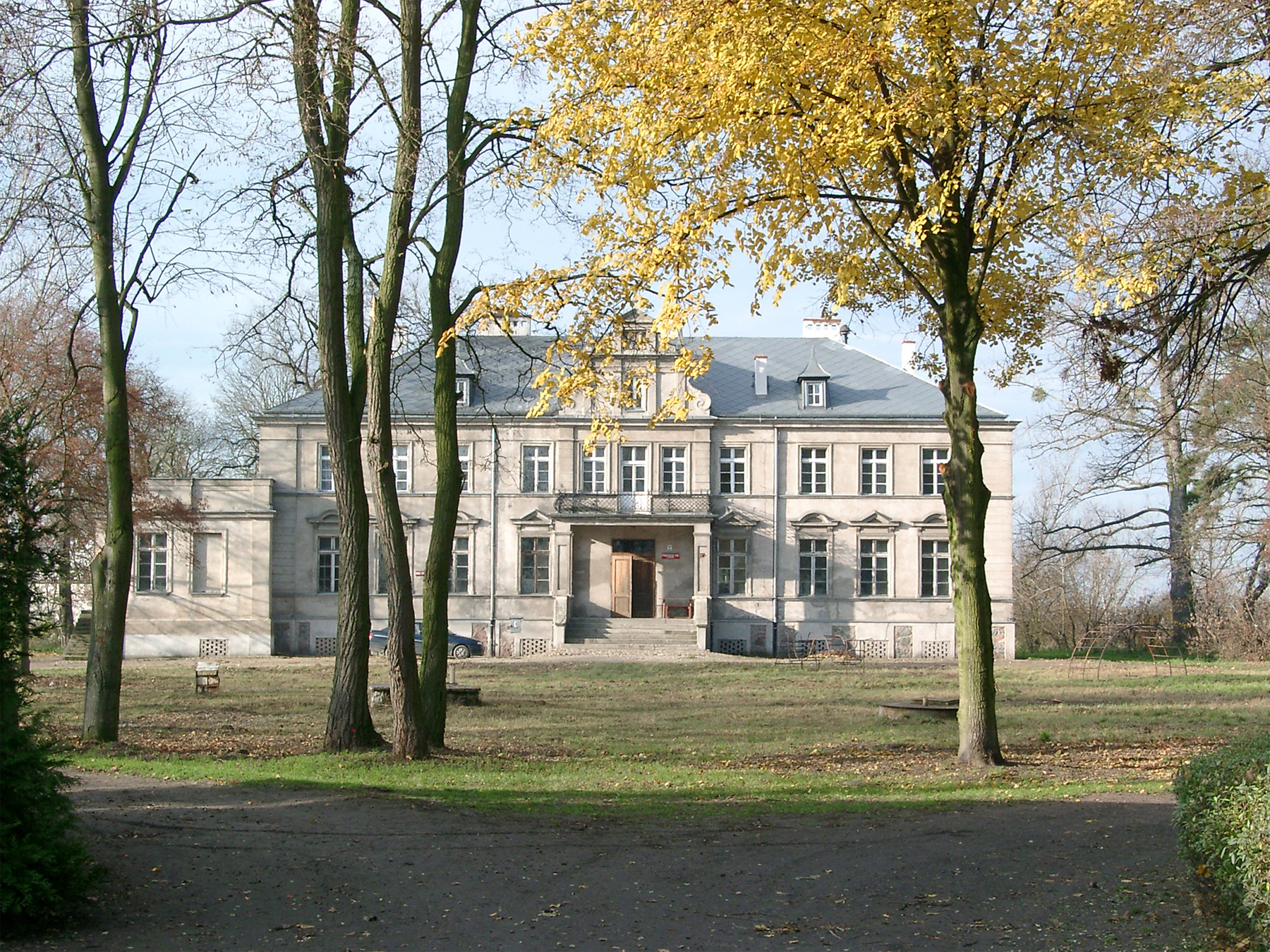
Palast Niegolewo

Niegolewo ist ein Dorf in der Woiwodschaft Großpolen, im Powiat Nowotomyski, in der Gemeinde Opalenica. Der Ort liegt 7 Kilometer nördlich von Opalenica und 32 Kilometer westlich von Posen. Sehenswert in Niegolewo ist ein historischer Palast. Das Bauwerk steht unter Denkmalschutz.

## Geschichte
Das erste Mal wurde der Ort 1388 als Lancomir de Negolevo schriftlich erwähnt. Von 1389 bis 1939 gehörte das Landgut der Familie Niegolewski.

## Personen
- Felicyan von Niegolewski (1868–1919), Augenarzt, Politiker und Reichstagsabgeordneter